# Blaine (Kentucky)
Blaine é uma cidade localizada no estado americano de Kentucky, no Condado de Lawrence.

## Demografia
Segundo o censo americano de 2000, a sua população era de 245 habitantes. 
Em 2006, foi estimada uma população de 256, um aumento de 11 (4.5%).

## Geografia
De acordo com o United States Census Bureau tem uma área de 
8,5 km², dos quais 8,5 km² cobertos por terra e 0,0 km² cobertos por água. Blaine localiza-se a aproximadamente 244 m acima do nível do mar.

## Localidades na vizinhança
O diagrama seguinte representa as localidades num raio de 36 km ao redor de Blaine. 